# Baudonivia
Baudonivia lebte im  6./7. Jahrhundert in der Abtei Ste-Croix in Poitiers, dem ersten Frauenkloster in Europa, welches 558 von Radegundis gegründet worden war, die im Jahr 587 dort starb. Baudonivia war Hagiographin und Priorin des Klosters.
Baudonivia ist bekannt für ihre Vita der Königin Radegundis, das liber secundus, eine der ältesten von einer Frau geschriebenen, erhaltenen Heiligenbiografien. Ihre Vita, die zwischen 609 und 614 erschien, nach dem Tod des Bischofs von Poitiers Venantius Fortunatus, der bereits kurz nach dem Tod von Radegundis eine Vita verfasste, die liber primus,  stellt eine Korrektur zu dieser bereits erschienenen Vita dar, in der Baudonivia auch Bezug auf die Vita von Fortunatus nimmt, und in der Radegundis deutlich anders akzentuiert beschrieben wird. Während Fortunatus, der mit Radegundis und der Äbtissin Agnes von Poitiers bekannt war und beide sehr schätzte, in seiner Vita Radegundis nicht als Klostergründerin und wundertätige Nonne beschreibt, rückt Baudonivia sie in diesen Kontext.

## Moderne Rezeption
Judy Chicago widmete Baudonivia eine Inschrift auf den dreieckigen Bodenfliesen des Heritage Floor ihrer Installation The Dinner Party. Die mit dem Namen Baudonivia beschrifteten Porzellanfliesen sind dem Platz mit dem Gedeck für Hrotsvit zugeordnet.